# Gullegem Jets
De Gullegem Jets is een Belgische ijshockeyclub uit Gullegem. De club speelt in de nationale reeks Division 1.
Het team werd opgericht in 1981 en heeft oranje en wit als kleuren. De club speelt zijn thuiswedstrijden op zaterdag vanaf 17u30 in het ijsstadion Finlandia. Davy Deryckere is aanvoerder van de Jets, met Dinitri Van Iseghem en Andreas Vandendriessche als assistent-aanvoerders.
De club heeft ook een brede jeugdopleiding die in de reeksen U19,U14 en U12 uitkomen. Daarnaast is er ook plaats voor beginnende spelertjes vanaf 5 jaar.

## Team Roster 2016 - 2017
| #  | Positie | Speler                      |
| -- | ------- | --------------------------- |
| 26 | G       | Jouri Bol                   |
| 44 | D       | Davy Deryckere (C)          |
| 21 | D       | Dinitri Van Iseghem (A)     |
| 23 | D       | Sven De Corte               |
| 5  | F       | Andreas Vandendriessche (A) |
| 11 | F       | Niels Wittouck              |
| 17 | F       | Brian Soetaert              |
| 9  | F       | Quinn Martin                |
| 24 | F       | Arthur Decuypere            |
| 18 | F       | Arthur Devos                |
| 49 | F       | Enrico Loncke               |
| 96 | F       | Dylan Timmerman             |